# اوبراو
اوبراو (به آلمانی: Oberau) یک شهر در آلمان است که در بایرن واقع شده است.

## خصوصیات
اوبراو ۱۷٫۸۶ کیلومترمربع مساحت دارد ۶۵۹ متر بالاتر از سطح دریا واقع شده است.